# Arts and Humanities Citation Index
El Arts & Humanities Citation Index (A&HCI), también conocido como Arts & Humanities Search, es un índice de citación, con indexación de más de 1.700 revistas y publicaciones de humanidades y letras, dando cobertura a las principales disciplinas que incluyen las ciencias sociales, humanísticas y naturales. Parte de esta base de datos deriva de datos de la web Current Contents, propiedad de la compañía Clarivate Analytics. 
Según Thomson Reuters, se puede acceder a Arts & Humanities Search vía Dialog, DataStar, y OCLC, con actualizaciones semanales e históricos que llegan a 1980.